# Kalandregény
A kalandregény egy olyan regénytípus, amelyben a történet középpontjában a főszereplő kalandos helyzetei, megpróbáltatásai vagy hőstettei állnak. A története fordulatos, cselekményes, elsősorban a szórakoztató jelleg dominál, de tanító célzatú fajtái is vannak. A regény egyik legelső változataként már az ókorban megjelent.
A próbatételes kalandregény cselekménye a mese mintájára épül fel. Az olvasót folytonos meglepetések, váratlan fordulatok érik. A főhős valamilyen konfliktus következtében kiszakad a környezetéből. A történet kibontakozása során veszélyes helyzetekbe kerül, de próbatételek és hosszú hányattatás után sikerrel jár. A kezdő és végpont között az epizódok sora felcserélhető egymással. A hősök jelleme és életkora az események alatt nem változik, a kalandoknak nincs lélekalakító, jellemformáló hatásuk.
A magyar irodalomban Rejtő Jenő (P. Howard álnéven) írott művei az 1930-as évek végén egy új színt hoztak a kalandregény palettájára. A fehér folt (1938) c. művével indult be műfaji újítása: az egyre inkább kiüresedő műfajt pesti humorral oltotta be, máig ható sikert eredményezve. És ezzel megteremtette a humoros kalandregényt (légiós regény, krimi, tengerésztörténet stb.), lényegében a kalandos ponyvaregény-paródiát.

## Példák

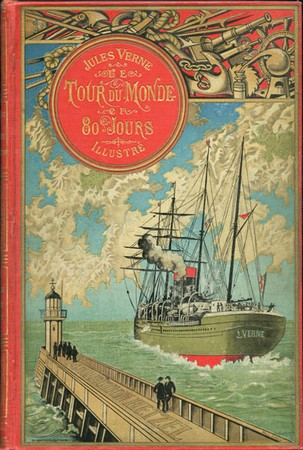
Nyolcvan nap alatt a Föld körül

### A világirodalomban
- Miguel de Cervantes: Don Quijote (1605-1615)
- Daniel Defoe: Robinson Crusoe (1719)
- Jonathan Swift: Gulliver utazásai (1726)
- Voltaire: Candide (1759)
- Alexandre Dumas: Monte Cristo grófja (1845–1846)
- Jules Verne: Nyolcvan nap alatt a Föld körül (1873)
- Mark Twain: Egy jenki Arthur király udvarában (1889)
- Karl May: Az Ezüst-tó kincse (1894)
- Frederick Forsyth: A Sakál napja
- Dan Brown: A Da Vinci-kód (2003)
- Celia Rees: Kalózok! (2004)
- Robert Louis Stevenson: A kincses sziget

### A magyar irodalomban
- Eötvös József: A falu jegyzője (1845)
- Kemény Zsigmond: Özvegy és leánya (1855)
- Jókai Mór: A szegény gazdagok (1860)
- Rejtő Jenő: A tizennégy karátos autó (1940)
- Gáspár Ferenc: A strucc halála (2002)
- Fehér Béla: Kossuthkifli (2012)